# Gastropteridae
Gastropteridae Swainson, 1840 è una famiglia di molluschi gasteropodi marini dell'ordine Cephalaspidea.

## Descrizione
Le specie di questa famiglia sono prive di conchiglia o hanno una conchiglia vestigiale interna. La maggior parte delle specie è di piccole dimensioni, in genere inferiori ai 10 mm, mai più grandi di 35 mm. Posseggono grandi parapodi, che consentono loro di nuotare per brevi tragitti. Hanno un sistema nervoso abbastanza sviluppato, con una concentrazione di gangli nervosi nella parte cefalica.

## Biologia
Le loro abitudini alimentari sono poco note, ad eccezione delle specie del genere Sagaminopteron che sono state descritte come predatrici di varie specie di spugne.
Sono organismi ermafroditi simultanei, dotati di gonadi sia maschili che femminili.

## Distribuzione e habitat
La gran parte delle specie è diffusa nelle acque tropicali dell'Indo-Pacifico ma alcune (Gastropteron spp.) sono presenti anche nell'Atlantico.

## Tassonomia
La famiglia comprende i seguenti generi:
- Enotepteron Minichev, 1967
- Gastropteron Kosse, 1813
- Sagaminopteron Tokioka & Baba, 1964
- Siphopteron Gosliner, 1989

### Alcune specie

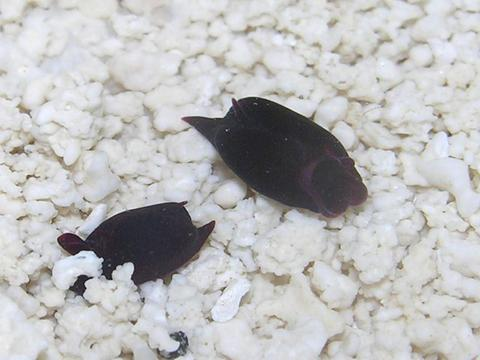
Gastropteron vespertilium
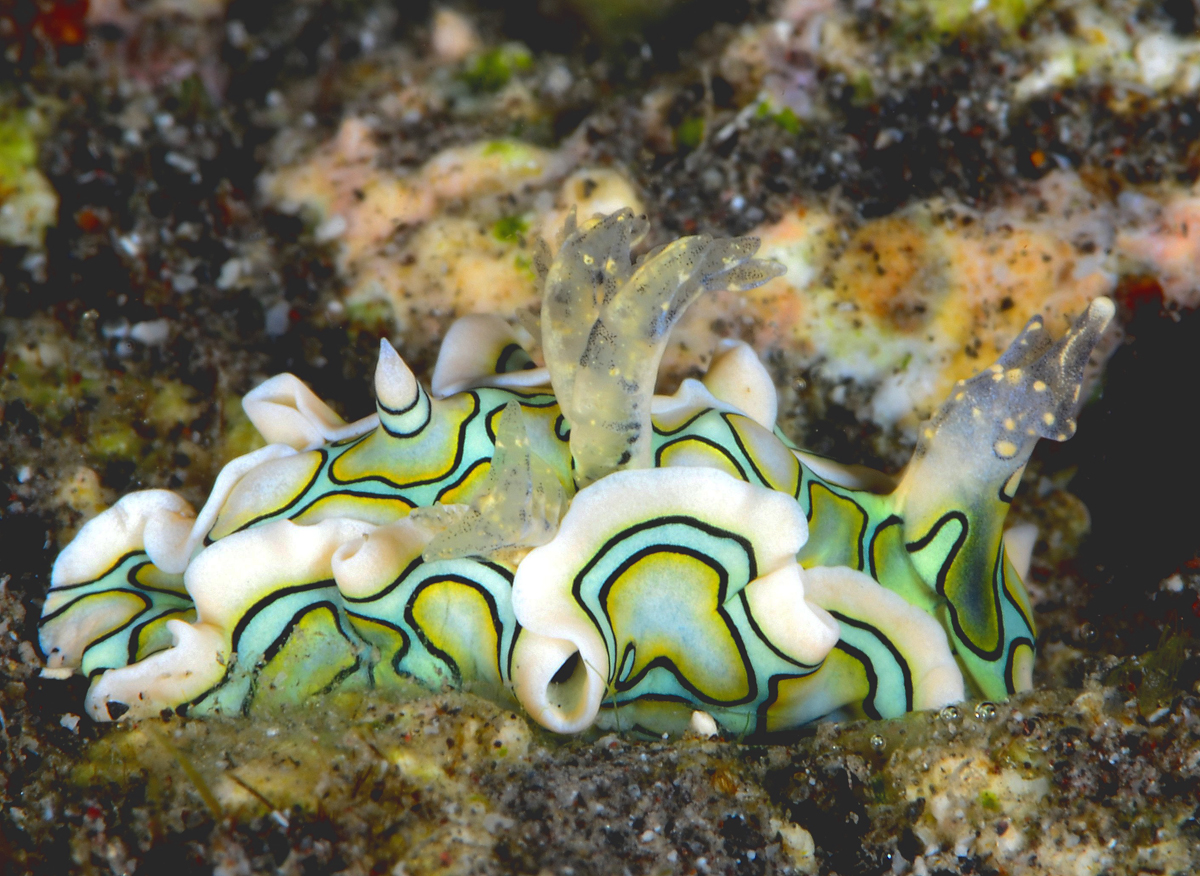
Sagaminopteron psychedelicum
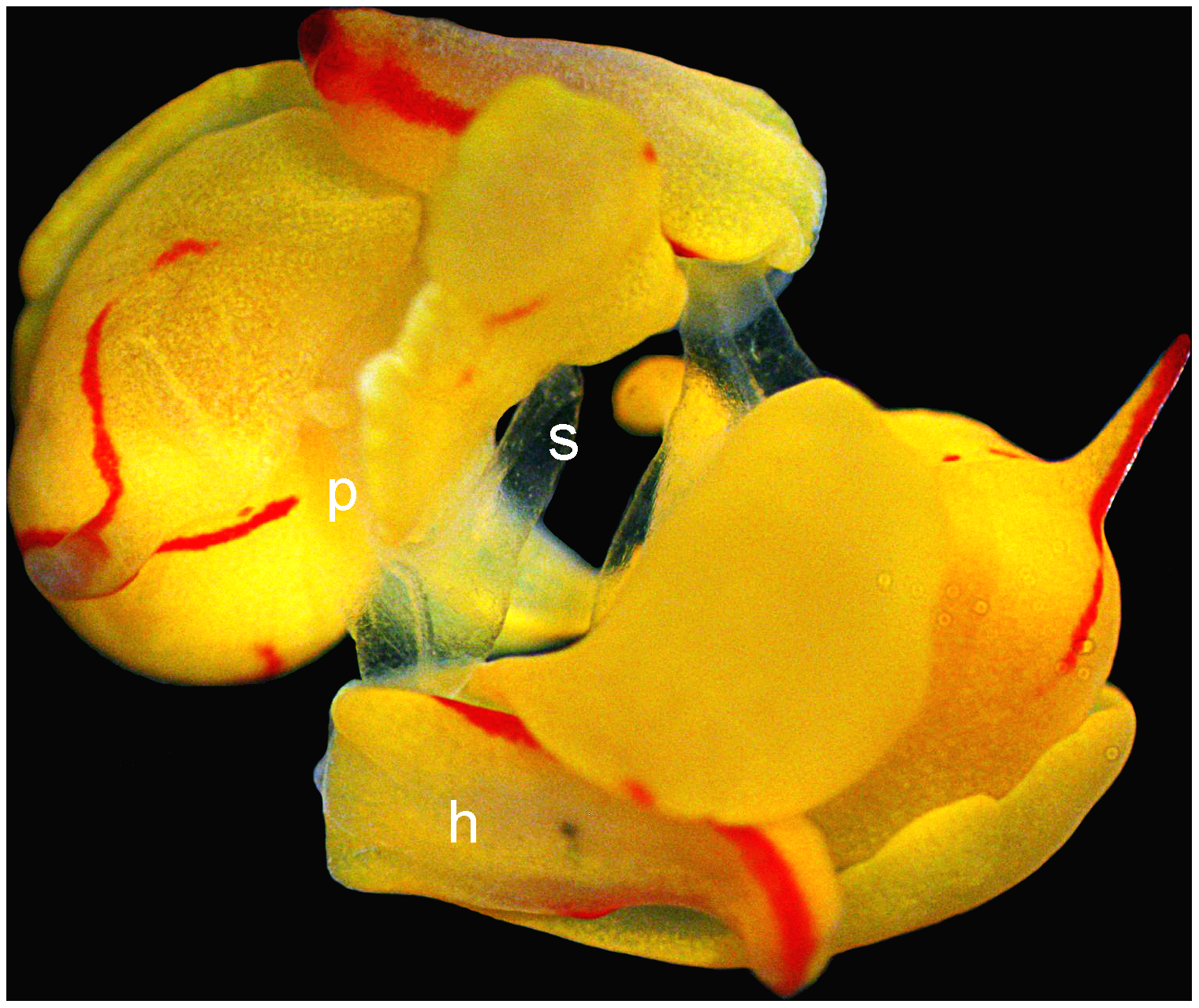
Siphopteron quadrispinosum